# Punta Haydée
Punta Haydée ist eine Landspitze im Norden der Livingston-Insel im Archipel der Südlichen Shetlandinseln. Auf der Ostseite des Kap Shirreff, dem nördlichen Ausläufer der Johannes-Paul-II.-Halbinsel, liegt sie zwischen dem Playa Daniel im Norden und dem Playa Marko im Süden.
Wissenschaftler der 42. Chilenischen Antarktisexpedition (1987–1988) benannten sie nach der Biologin Haydée María Castillo Gutiérrez, die während dieser Forschungsreise hier Studien betrieb.